# Homeomorfismegroep
In de wiskunde, in het bijzonder in de  topologie, is de homeomorfismegroep van een topologische ruimte de groep die bestaat uit alle homeomorfismen van de ruimte op zichzelf met functiecompositie als groepsbewerking. Homeomorfismegroepen zijn erg belangrijk in de theorie van de topologische ruimten, en zijn in het algemeen voorbeelden van automorfismegroepen. Homeomorfismegroepen zijn topologische invarianten in de zin dat de homeomorfismegroepen van homeomorfe topologische ruimten isomorf als groepen zijn.